# Pseudanapis gertschi
Pseudanapis gertschi är en spindelart som först beskrevs av Forster 1958.  Pseudanapis gertschi ingår i släktet Pseudanapis och familjen Anapidae. Inga underarter finns listade i Catalogue of Life.